# Тепловоз 740
Тепловоз серии 740 (до 1988 года серия T448.0) — четырёхосный тепловоз, выпускавшийся заводом ЧКД с 1973 по 1989 год.
Тепловозы серии 740 применяются на промышленных предприятиях Чехии, Словакии и Польши.
В 1970-е годы на Československé státní dráhy возникла потребность в локомотивах для обеспечения грузового и вывозного движения на неэлектрифицированных полигонах.
Всего было изготовлено 620 тепловозов, из них 160 было поставлено в Польшу на PKP.
Тепловозы серии 740 считаются надёжными локомотивами. К их преимуществу также относят больший сцепной вес по сравнению с серией 742, что позволяет реализовывать большую силу тяги без срыва в боксование.